# جوزيف أوبراين
جوزيف أوبراين (بالإنجليزية: Joseph O'Brien)‏ هو مدرب خيول وفارس أيرلندي، ولد في 23 مايو 1993.